# Westwood (Massachusetts)
Pour les articles homonymes, voir Westwood.
Westwood est une ville du Massachusetts aux États-Unis, située au sud-ouest de Boston. La population était de 16 056 habitants lors du recensement de 2017.